# Barre Bouman

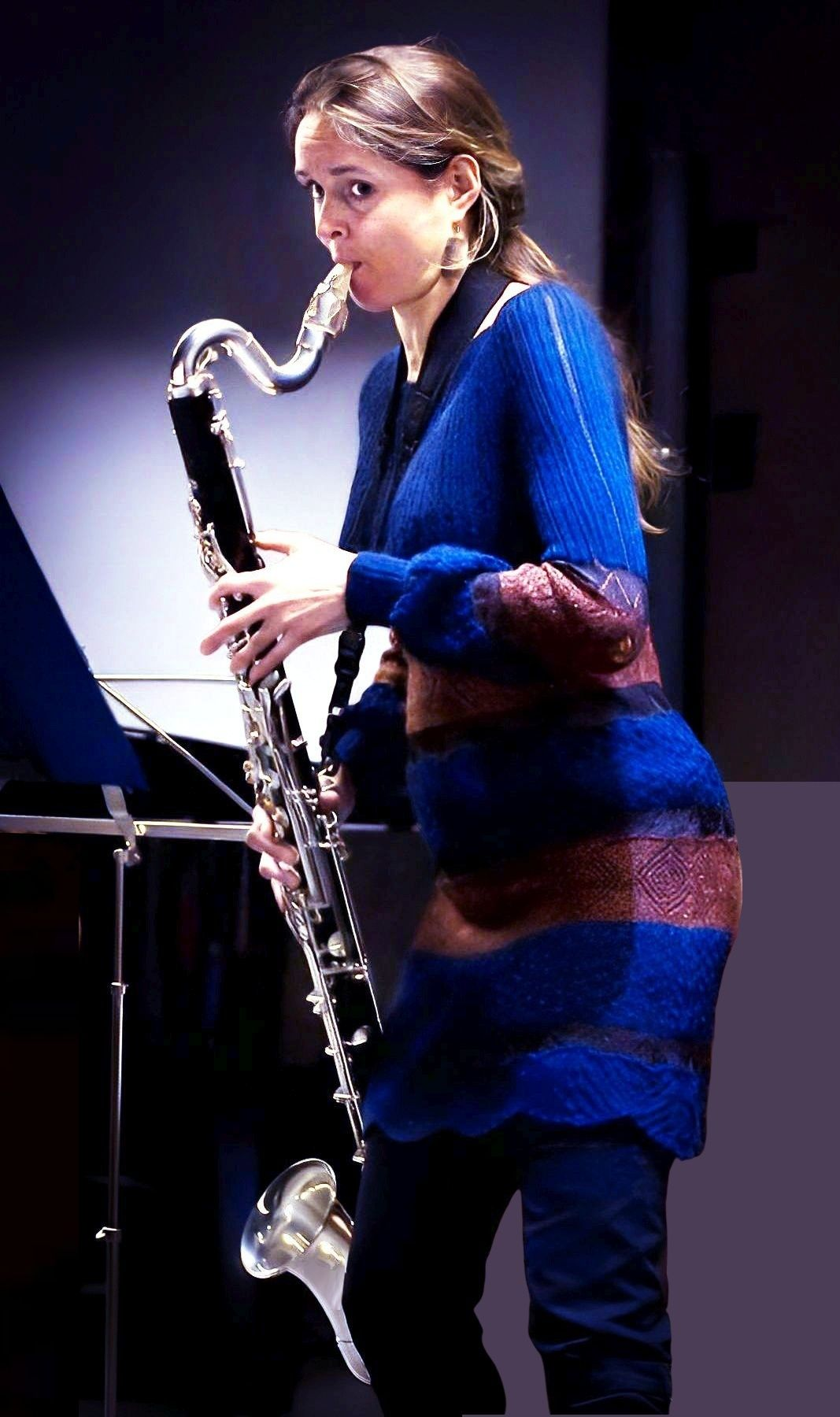
Barre Bouman

Barre Bouman (Leiden, 1970) is een Nederlandse klarinettiste. Zij is de dochter van de remonstrantse predikant Severien Bouman.  Ze is getrouwd met musicus Markus Stockhausen.

## Biografie
Barre Bouman groeide op in Bussum, alwaar zij de Katholieke Montessorischool bezocht, gevolgd door het Gemeentelijk Gymnasium Hilversum. Ze studeerde bij Piet Honingh aan het Conservatorium van Amsterdam en daarna bij Suzanne Stephens en Alain Damiens. Ze trad aanvankelijk op met klassiek repertoire als soliste en in kamermuziekensembles en legde zich steeds meer toe op eigentijdse muziek. Ze trad onder meer op met composities van Isabel Mundry, Karlheinz Stockhausen, Markus Stockhausen, György Kurtag, Roderik de Man, Pierre Boulez, Hans Koolmees en Georges Aperghis.
Voorts ontwikkelde Bouman zich op het gebied van de improvisatie; zij heeft opgetreden met onder andere het ASKO Ensemble, het Ensemble Musikfabrik en het Trio European Wind. Sinds 2000 speelt zij met Markus Stockhausen in het duo Moving Sounds. Ze heeft gespeeld met vele musici, onder wie de pianisten Fabrizio Ottaviucci en Nino Jvania, de contrabassist Stefano Scodanibbio en de percussionist Mark Nauseef. Met de percussionist Stephan Froleyks heeft zij gespeeld in Manfred Kerklaus Theaterproject Rats live on no evil star over de Amerikaanse dichteres Anne Sexton.

## Discografie
- Contemporary met werken van Isabel Mundry, Karlheinz Stockhausen, Pierre Boulez en Markus Stockhausen, 2003
- Thinking About met Markus Stockhausen, 2004
- Symbiosis -  Werken van Markus Stockhausen met Markus Stockhausen, Deutsche Kammerakademie Neuss
- Symphonic Colours met Markus Stockhausen, Arild Andersen, Patrice Héral en de Deutsche Radio Philharmonie Saarbrücken Kaiserslautern, 2009